# Заза, Пол
Пол Заза (англ. Paul Zaza; род. 1 сентября 1952, Ванкувер, Британская Колумбия, Канада) — канадский композитор. Известен по своей работе с режиссёром Бобом Кларком. Лауреат премии «Джини» (1980).

## Биография
Пол Джеймс Заза родился 1 сентября 1952 года в Торонто. С раннего возраста освоил фортепиано и впоследствии окончил Королевскую музыкальную консерваторию.
В 1970-х годах выступал с гастролями вместе с группой The 5th Dimension.
На протяжении многих лет сотрудничал с комедийным кинорежиссёром Бобом Кларком, написав саундтреки почти к каждому его фильму: «Убийство по приказу» (1979), «Порки» (1981), «Рождественская история» (1983), «Сдвиг по фазе» (1990), «Передать по наследству» (1994) и многим другим. За музыку к «Убийству» композитор получил высшую канадскую награду в области кино «Джини». Также Заза работал и с фильмами ужасов, наиболее известные из которых — культовые слэшеры «Школьный бал» (1980) и «Мой кровавый Валентин» (1981).

## Фильмография
| Год  | Название на русском       | Оригинальное название           | Режиссёр        |
| ---- | ------------------------- | ------------------------------- | --------------- |
| 1979 | Убийство по приказу       | Murder by Decree                | Боб Кларк       |
| 1979 | Ледяная смерть            | Stone Cold Dead                 | Джордж Менделюк |
| 1980 | Школьный бал              | Prom Night                      | Пол Линч        |
| 1980 | Похищение президента      | The Kidnapping Of The President | Джордж Менделюк |
| 1981 | Мой кровавый Валентин     | My Bloody Valentine             | Джордж Михалка  |
| 1981 | Порки                     | Porky's                         | Боб Кларк       |
| 1983 | Занавес                   | Curtains                        | Ричард Чупка    |
| 1983 | Рождественская история    | A Christmas Story               | Боб Кларк       |
| 1985 | Нарушая все правила       | Breaking All the Rules          | Джеймс Орр      |
| 1986 | Виндикатор                | The Vindicator                  | Жан-Клод Лорд   |
| 1987 | Шквальный огонь           | From The Hip                    | Боб Кларк       |
| 1990 | Сдвиг по фазе             | Loose Cannons                   | Боб Кларк       |
| 1991 | Попкорн                   | Popcorn                         | Марк Хэрриер    |
| 1992 | Поймать убийцу (ТВ-фильм) | To Catch a Killer               | Эрик Тилл       |
| 1993 | Смертельный поцелуй       | Blown Away                      | Брентон Спенсер |
| 1994 | Передать по наследству    | It Runs In The Family           | Боб Кларк       |
| 1997 | Ярость                    | The Rage                        | Сидни Дж. Фьюри |
| 1999 | База                      | The Base                        | Марк Л. Лестер  |
| 1999 | Гениальные младенцы       | Baby Geniuses                   | Боб Кларк       |
| 2001 | Четвёртый ангел           | The Fourth Angel                | Джон Ирвин      |